# Marko Jovanovski
Marko Jovanovski (sinh ngày 24 tháng 7 năm 1988) là một cầu thủ bóng đá người Macedonia thi đấu ở vị trí thủ môn cho đội bóng România Sepsi Sfântu Gheorghe. Trong sự nghiệp, anh từng thi đấu cho các đội bóng: Vardar, Teteks, Shkëndija, Pelister hay đội bóng Síp Ethnikos Achna.